# Alan C. Kemp
Alan Charles Kemp (* 7. Mai 1944 in Gweru, Rhodesien) ist ein simbabwischer Ornithologe. Sein Forschungsschwerpunkt sind die afrikanischen Nashornvögel.

## Leben
Kemp ist der Sohn von Michael Henry und Valeska Sylvia Kemp, geborene von Memerty. 1965 erlangte er den Bachelor of Science in Zoologie und Entomologie und 1966 den Bachelor of Science mit Auszeichnung in Zoologie an der Rhodes University. Von November 1966 bis April 1969 war er wissenschaftlicher Assistent bei Tom Cade von der Cornell University während einer ornithologischen Studie im Kruger-Nationalpark. Ab Juni 1969 war er am Transvaal Museum in Pretoria tätig, zunächst als Kurator, ab 1971 als Leiter der Vogelabteilung und von 1974 bis August 1999 als wissenschaftlicher Leiter und Chefkurator. 1973 wurde er mit der Dissertation The ecology, behaviour and systematics of Tockus hornbills (Aves: Bucerotidae), conducted mainly in the Kruger National Park an der Rhodes University zum Ph.D. promoviert.
Von September 1999 bis zu seinem Ruhestand im Juli 2001 war er Manager am Transvaal Museum.
Kemp ist seit Februar 1968 mit Margaret Irene Thwaites verheiratet, die er an der Rhodes University kennenlernte. Das Paar hat einen Sohn und eine Tochter.
1974 veröffentlichte Kemp mit seiner Frau die Studie Report on a Study of Hornbills in Sarawak, with Comments on Their Conservation, die im Auftrag von WWF Malaysia durchgeführt wurde. 1976 verfasste Kemp das Werk A study of the ecology, behaviour and systematics of Tockus hornbills: (Aves: Bucerotidae). 1987 veröffentlichte er mit seiner Frau die Bücher Birds of the National Parks of South Africa und Birds of the Transvaal. 1995 kam das Buch The Hornbills: Bucerotiformes heraus, das von Martin Woodcock illustriert wurde. 1998 kam in Zusammenarbeit mit seiner Frau das Buch Sasol Birds of Prey of Africa and Its Islands heraus. 1999 schrieb er gemeinsam mit Joseph Michael Forshaw das Kapitel über die Eisvögel, Nashornvögel, Spinte, Racken und Verwandte im Buch Encyclopedia of Birds, das in der deutschen Übersetzung Enzyklopädie der Vögel im Bechtermünz Verlag veröffentlicht wurde. 1994 schrieb Kemp das Kapitel über den Sekretär im zweiten Band und im Jahr 2001 verfasste er das Kapitel über die Nashornvögel im sechsten Band des Handbook of the Birds of the World. 2013 veröffentlichte Kemp das Buch Hornbills of the World: A Photographic Guide.

## Dedikationsnamen
Im Jahr 2000 benannten Bernard Treca und Christian Érard die Unterart Tockus erythrorhynchus kempi des Rotschnabeltokos nach Kemp, die manchmal auch als eigenständige Art betrachtet wird.